# Тихоголос коста-риканський
Тихоголос коста-риканський (Arremon costaricensis) — вид горобцеподібних птахів родини Passerellidae. Мешкає в Коста-Риці та Панамі.

## Таксономія
Коста-риканський тихоголос раніше вважався підвидом строкатоголового заросляка (A. torquatus), однак в 2010 році був визнаний Південноамериканський класифікаціний комітет окремим видом, разом з низкою інших підвидів Arremon torquatus.

## Поширення і екологія
Коста-риканський тихоголос мешкає на узліссях і в підліску тропічних вологих гірських лісів Коста-Рики і північної Панами. Живе на висоті до 3300 м над рівнем моря.